# Einspänner (Fuhrwerk)

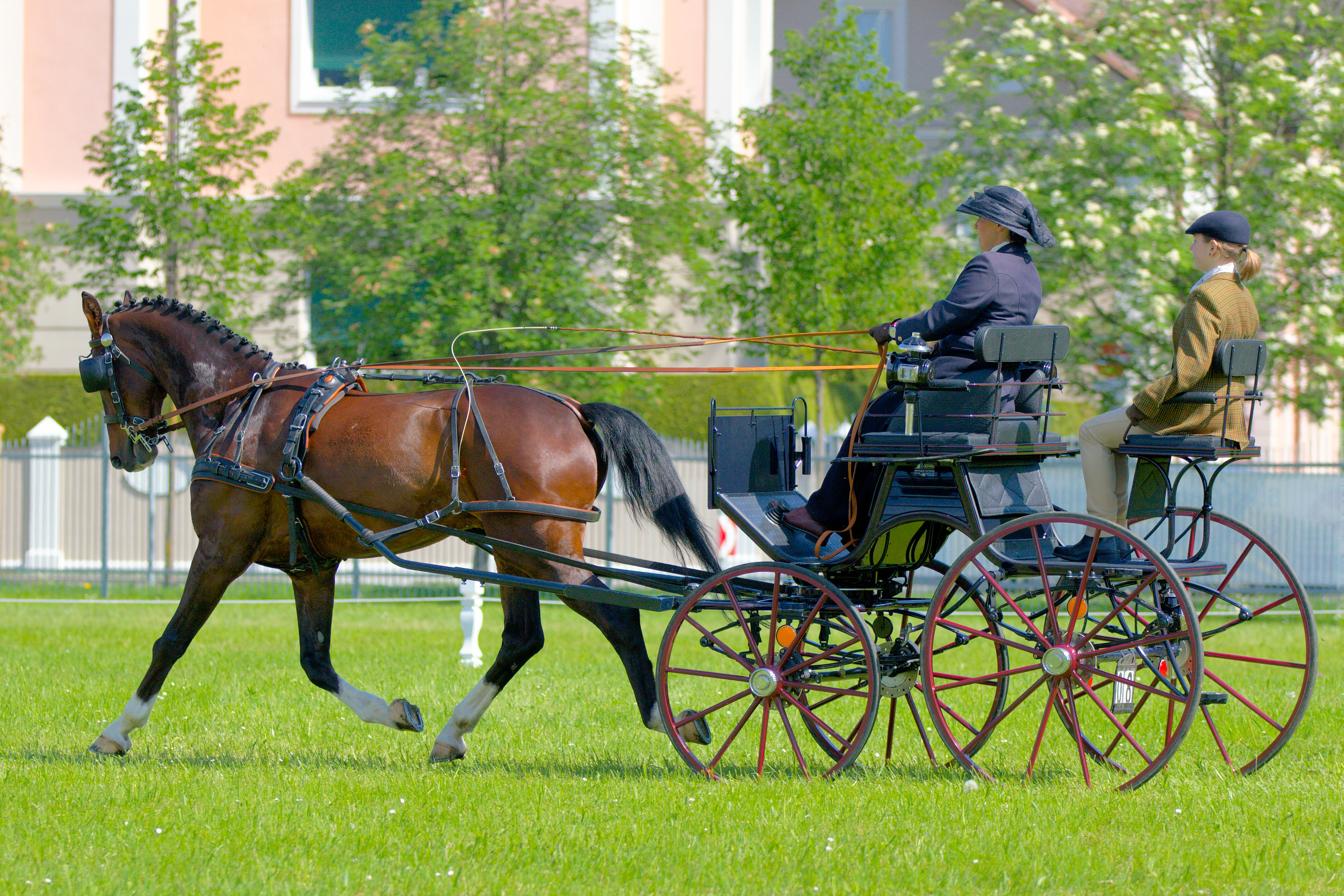
Einspänner mit Hintergeschirr

Ein Einspänner ist ein Fuhrwerk, das von einem Pferd gezogen wird, beziehungsweise ein leichter Pferdebahnwagen.
Anstelle der Deichsel tritt beim Einspänner die Schere, die aus zwei Holmen, den sogenannten Anzen aus Holz oder Metall besteht. Sie dient dem Pferd zum Aufhalten (Bremsen) des Wagens. Die Scherenträger verbinden das Geschirr mit der Schere, es gibt also keine Aufhalter, wie beim Zweispänner. Die Funktion des Kammdeckels übernimmt beim Einspännergeschirr das Selett. 
Bei einachsigen Einspännern ist ein Hintergeschirr, geführt um die Hinterhand, vorgeschrieben, um dem Pferd das Aufhalten zu erleichtern.
Ein Einspänner gilt als schwerer zu fahren als ein Zweispänner, bei dem die Fehler des einen Pferdes meist vom anderen Pferd wieder ausgeglichen werden.
Die Einspänner-Anspannung ist heute die in Deutschland am weitesten verbreitete Anspannung, vor allem im Freizeitbereich. Sie ist am leichtesten zu verwirklichen, weil kein zweites Pferd, welches von Körperbau, Gang und Temperament zum ersten passt, benötigt wird.

## Einspänner-Weltmeisterschaften
Die Einspänner-Weltmeisterschaften sind die Weltmeisterschaften im Fahrsport für Einspänner. Die FEI organisiert die Einspänner-Weltmeisterschaften  alle zwei Jahre. Es wird ein Einzelwettbewerb und ein Team-Wettbewerb für Nationalmannschaften durchgeführt.